# Ortros
Segons la mitologia grega, Ortros o Ortre (grec antic Ὄρθρος, Ὄρθος, llatí Orthrus, Orthus) va ser un gos fill de Tifó i d'Equidna, germà de Cèrber, i pare, amb Quimera, de l'esfinx i del lleó de Nèmea. La seva principal aparició és al relat dels Dotze treballs d'Hèracles. Custodiava els ramats de Geríon i fou mort per Hèracles quan s'apoderà d'aquest bestiar. Les seves descripcions varien, de vegades se li atribueixen molts caps, o només dos, i un cos de serp o quatre potes.